# Titao
Titao é uma cidade burquinense, capital da província de Loroum. Em 2012, sua população estava próximo de 22 854 habitantes.